# Лопатева черепаха сенегальська
Лопатева черепаха сенегальська (Cyclanorbis senegalensis) — вид черепах з роду Центральноафриканські лопатеві черепахи родини Трикігтеві черепахи.

## Опис
Загальна довжина карапаксу коливається від 35 до 50 см. Голова середнього розміру. Ніс короткий. Карапакс має овальну форму, іноді куполоподібну. У молодих особин на панцирі є 4—5 горбиків та кіль, які з віком зникають.
Голова оливкова або коричнева зверху й світліша знизу з підборіддям і горлом в плямочках. Шия та кінцівки оливкові або сіро—коричневі. Карапакс коричневого або темного оливково—сірого кольору з або без маленьких темних цяток і світлим краєм. Пластрон кремового або білого кольору з декількома сірими або коричневими плямами або цятками.

## Спосіб життя
Полюбляє річки, струмки, озера і болота, а в сезон дощів ставки у саванах. Харчується рибою, ракоподібними, земноводними, комахами.
Самиця у квітні відкладає 6 білих великих яєць по 36 мм у діаметрі з тендітною шкаралупою.

## Розповсюдження
Мешкає в африканських країнах: Судан, Південний Судан, Чад, Центральноафриканська Республіка, Камерун, Екваторіальна Гвінея, Нігерія, Того, Бенін, Гана, Кот-д'Івуар, Ліберія, Сьєрра-Леоне, Мавританія, Гвінея, Гвінея-Бісау, Сенегал, Малі, Гамбія.